# Де Франки, Пьетро
Пьетро Де Франки Сакко (итал. Pietro De Franchi Sacco; Генуя, 1545 — Генуя, 1611) — дож Генуэзской республики.

## Биография
Сын Джованни Баттисты де Франки и Марии Бодзоли, родился в Генуе около 1545 года. Хроники сообщают о наличии у Пьетро двух братьев, Грегорио и Стефано. Семья принадлежала к ветви Сакко рода де Франки, менее важной и авторитетной, чем ветвь Тозо, из которой вышли 6 дожей. Семья Сакко происходила из Савоны и перебралась в Геную в 1393 году.
С юности Пьетро посвятил себя военной карьере (ввиду малого авторитета своей семьи в общественной жизни Генуи) и в 1571 году правительством в Неаполь. Во время гражданской войны 1575 года, потрясшей столицу открытой враждой между фракциями "старой" и "новой" знати, имя Пьетро исчезает из хроник, предположительно, он в это время находился за рубежом по личным и деловым целям.
В 1583 году существенно обогатившийся на торговле с Востоком Пьетро вернулся навсегда в Геную и попытался избраться в Сенат Республики, но безуспешно. Зато он смог занять пост одного из капитанов города для организации обороны города. Только в 1591 году, 11 июня, он был избран сенатором Республики. В мае 1600 года Пьетро вошел в состав Палаты восьми прокуроров и был переизбран в Сенат. В последнее десятилетие XVI века он также занимал различные государственные должности, в частности, представлял в правительстве Банк Сан-Джорджо и работал в магистрате на Корсике в 1597-1602 годах.

### Правление
234 голосами (более 2/3 от общего числа голосов) Пьетро де Франки был избран дожем 26 февраля 1603 года. Любопытный факт, в то же время вызвавший беспокойство относительно авторитета нового дожа: в день назначения Пьетро подвергся нападению в своей приемной и был избит молодыми людьми, припомнившими ему некие поступки на посту члена магистрата Корсики. Только вмешательство охранников дворца уберегло дожа от более серьезных последствий, особенно если учитывать, что всего за несколько лет до этого заговорщики из числа ремесленников убили бывшего дожа Лоренцо Саули. Несмотря на инцидент, который, очевидно, вызвал сенсацию в политической среде, новый дож смог участвовать в торжественной церемонии вступления в должность в зале Большого совета, даже лишенный части церемониальных одежд, порванных нападавшими.
Правление де Франки хроники описывают как "спокойное, хорошее и деловое". Среди примечательных событий стоит отметить отражение внезапной ночной атаки савойских солдат, отраженной генуэзскими войсками, а также отправку четырех галерах в 1604 году в помощь Онорато Гримальди в Монако, чтобы защищать город от войск Карла Эммануила I, герцога Савойского. Эти события повлекли за собой открытый конфликт между Республикой Генуей и герцогством Савойским.
За два года правления де Франки Генуя стала местом активных общественных работ: были построены новая башня здания тюрьмы и общежитие для военных курсантов, перестроен в классическом стиле в 1603 году Большой зал Дворца Дожей, проложена дорога Nuovissima. Дож также одобрил закладку нового женского монастыря и подарил новый орган собору Святого Лаврентия.

### Последние годы
По истечении срока полномочий (27 февраля 1605 года) Пьетро был назначен пожизненным прокурором. Вместе с бывшим дожем Маттео Сенарега он работал над реформами официальных церемоний, а в 1606 году, с другим бывшим дожа Давидо Вакка, занялся организацией поставки сельскохозяйственных ресурсов из Германии. В тот же период он был председателем магистрата Корсики и ответственным за военную оборону округа Савона. Между 1608 и 1609 годами он осуществлял взаимодействие Сената с Банком Сан-Джорджо.
Пьетро умер в Генуе 5 апреля 1611 года и был похоронен в местной церкви Святого Николая Толентинского. Был женат сначала на Томмазине Инвреа (дочери дожа Сильвестро Инвреа), а затем на Джованне Франческе Вальдерато, которая родила ему сына Франко.